# Lex iniusta non est lex
Lex iniusta non est lex (en español: Una ley injusta, no es ley), es un aforismo latino usado dentro de la jurisprudencia.
El término tiene su origen en San Agustín, para luego ser utilizado por Santo Tomás de Aquino y citado por Martin Luther King Jr. durante el Movimiento por los derechos civiles en Estados Unidos para describir la segregación racial y la discriminación contra los afroamericanos.
Esta visión está fuertemente asociada con los teóricos de la ley natural, como John Finnis y Lon Fuller.